# 黃克謙
黄克谦（？—？），字含光，號文謙，浙江杭州府仁和人，明朝政治人物，進士出身。

## 生平
万历二十二年（1594年）甲午科浙江鄉試舉人，二十六年（1598年）登戊戌科进士，为工部主事，榷税荆州，内监陈奉亦督税于荆，横甚，请便设东关税，克谦上疏争之，事得寝。沙市有通济桥，樯帆高者不得入，遇风涛常触石碎舟，商旅苦之。克谦捐千金易桥为高梁，人稱便焉，号为黄公津。使竣还朝，调兵部，历郎中，有缙绅为武吏求迁，克谦正词拒之，言者赧然退。历迁湖廣右參政、广东右参政，分守岭南。广州俗，富而悍，贫者椎埋攻剽为奸，所属十六州县以盗闻者日数百也，牍而进皆重辟也。克谦力为疏别，无流滞者，行之既久，人不敢犯，盗亦息。数年以疾归，克谦性至孝，以不及祖父饭含，每言及泣数行下。事母尽色养，友爱诸兄，耻言人过，子孙相传为法。以子黄机贵，赠吏部尚书。

## 家族
父黄思道，以孫黄机貴贈吏部尚書。子黄机，顺治丁亥進士，官吏部尚書、文華殿大學士。孫黄彦博，康熙甲辰進士，翰林院庶吉士。